# Reformdragten
Reformdragten  eller Bloomer-dragten  efter den amerikanske feminist Amelia Bloomer, var en kvindedragt der bestod af bukser i tyrkisk snit med et kort skørt over.

## USA
Dragten blev udviklet i USA i 1849 af læserne af bladet "Water-Cure Journal", et populært tidsskrift som i oktober 1849 begyndte at opfordre kvinder til at finde en påklædningsstil der ikke var så skadelig for deres helbred som den tids mode typisk var..
I februar 1851 havde Elizabeth Smith Miller en sådan dragt på da hun besøgte Amelia Bloomer, og en måned senere skrev Bloomer i sit tidsskrift for afholdsbevægelsen Lily at hun nu også ville begynde at gå med dragten. Efter mange forespørgsler trykte hun en beskrivelse af hvordan man kunne lave sin egen, og i juni var flere aviser begyndt at kalde det "bloomer-dragten".  Bloomer afviste selv at hun havde fundet på dragten.
I sommeren 1851 talte man om en "bloomer craze" i USA som et opgør mod parisisk mode, og der holdtes foredrag landet over.

## Skandinavien
I midten af 1880'erne kom reformdragten også til Skandinavien og Dansk Kvindesamfund bragte i 1887 et anonymt indlæg i deres blad Kvinden og Samfundet hvor man opfordrede til at kvinders emancipation ikke blot skulle dreje sig om lovgivning, men også være et opgør imod "den franske Modes Tyranni".
I 1888 udskrev Dansk Kvindesamfund en designkonkurrence hvor man kunne indsende forslag til nye snitmønstre og modeller til reformdragten. Kravet var først og fremmest at den skulle være løstsiddende og dernæst at tøjets vægt skulle bæres af skuldrene. Sidst men ikke mindst skulle underdelen bestå af en buksedragt med bukseben til knæene. Konkurrencen indbragte 11 færdigsyede dragter og otte modeller, hvoraf fem blev valgt til udstillingen. De omfattede en selskabsdragt, en dagligdragt, en turist- og rejsedragt, en sportsdragt og en arbejdsdragt.
Det var dog først midt i 1890'erne at damebladene i Danmark begyndte at skrive om reformdragten og den blev aldrig rigtig moderne, men mere et symbol for kvinders nye muligheder for selvbestemmelse. Den blev brugt af feminister og kunstnere som tog den til sig som en praktisk klædedragt og et politisk udsagn. 

## Galleri
| - Karikatur fra 1851 - Kvindesagsforkæmper Lucy Stone 1853 - Rygende kvinder, afbildning på en cigaretpakke 1890 - Cyklister i bloomers 1897 - Gymnaster i ribben med bloomers 1899 |